# Charlotte Amalie av Hessen-Philippsthal
Charlotte Amalie av Hessen-Philippsthal, född 1730, död 1801, var en hertiginna av Sachsen-Meiningen. Hennes föräldrar var greve Karl I av Hessen-Philippsthal och Christina av Sachsen-Eisenach. Gift 1750 med hertig Anton Ulrik av Sachsen-Meiningen. Hon var regent i Sachsen-Meiningen som förmyndare för sina söner Karl och Georg från 1763 till 1775 respektive 1782.

## Biografi
Paret bodde i Frankfurt i stället för i Meiningen. Charlotte Amalie utsågs av sin make till regent för deras söner i hans testamente. Då han avled 1763, efterträddes han av sönerna Karl och Georg i samregering, och Charlotte Amalie blev regent för dem båda till deras respektive myndighetsdag: i Karls fall 1775 och i Georgs fall 1782.
Hon säkrade först sin ställning som regent hos kejsaren för att undanröja makens släktingars opposition, och flyttade därefter till Meiningen, där hon tog kontrollen över regeringen. Charlotte Amalies regeringstid beskrivs som genombrottet för upplysningen i Sachsen-Meiningen. Hon övertog en stat i komplett ekonomisk ruin och lyckades genom ekonomisk reformpolitik sanera statens finanser så effektivt att hon av kejsaren utsågs till chef för den kommission som skulle se över ekonomin i det ruinerade hertigdömet Sachsen-Hildburghausen.